# Noticias Calientes
Noticias Calientes es una telenovela colombiana producida en el año 2002 por el Canal RCN.

## Argumento
Mientras en las pantallas de televisión María Ximena y Luis Fernando proyectan la imagen de ser la pareja perfecta, lo que encanta a los televidentes que siguen cada emisión del noticiero TBC, en los estudios las cosas son muy diferentes, pues aunque la química si existe, él no puede dejar de ser un picaflor y ella de sentirse decepcionada de su comportamiento. Sin embargo, el interés por mantener el índice de audiencia, los lleva a seguir adelante con la farsa, aunque sin mucho esfuerzo porque ella no puede negar que sus sentimientos hacía su compañero de set son reales. A esto hay que sumarle la presión de Olga Lucía, la directora pusilánime y alcohólica a la que sólo le interesa quedar bien ante el Dr. Plata, el dueño del informativo. 
Pero esta no es la única historia que se teje en los estudios de TBC pues otros personajes bastante particulares también quieren ser protagonistas, sobre todo Ever, un camarógrafo fantoche y aprovechado que vive en competencia con Luis Fernando por la atención femenina. No lo sabe pero quien de verdad se derrite por su amor es Mili, la ‘guardiana’ del noticiero, madre soltera y quien sufre de celos incontrolables. 
También están Pili y Tatiana, las presentadoras de las secciones de deportes y del clima respectivamente. Ambas bellas pero muy diferentes entre sí. Mientras la primera busca el amor verdadero y es la conciencia de María Ximena, la segunda es consciente de que su inteligencia no la llevará a ninguna parte, pero sus curvas harían perder el control a cualquiera. 
Finalmente y para beneficio de todos existe Peñita, el veterano apóstol del periodismo y quien es en realidad la cabeza del noticiero, aunque Olga Lucía sólo lo reconozca para echarle el agua sucia de todo. Es estricto, pero justo y todos lo quieren a pesar de ser tan regañón, incluso Páramo, el patinador y Wilson, el asistente de cámaras y más reciente trabajador del noticiero.

## Elenco
- Paola Turbay es María Ximena.
- Ernesto Benjumea es Luis Fernando.
- Diego León Hoyos es Peñita.
- Víctor Hugo Cabrera es Ever.
- Paola Díaz es Pili.
- Marcela Valencia es Olga Lucía.
- Angeline Moncayo es Tatiana Taty Munevar.
- Pilar Álvarez es Mili.
- Sergio Borrero es Rodolfo.
- Henry Munar es Wilson.
- Germán González es Páramo.
- Jaime Barbini es Juan Andrés Dr. Plata